# Braune Streifenglanzschnecke
Die Braune Streifenglanzschnecke (Perpolita hammonis) (Syn: Nesovitrea hammonis), auch nur Streifen-Glanzschnecke oder Streifenglanzschnecke genannt, ist eine auch in Mitteleuropa heimische Schnecken-Art der Glanzschnecken (Oxychilidae) in der Unterordnung der Landlungenschnecken (Stylommatophora).

## Merkmale
Das rechtsgewundene, flach-kegelförmige Gehäuse hat im Adultstadium einen Durchmesser (Breite) von 3,6 bis 4,1 mm und eine Höhe von 1,9 bis 2,1 mm. Es hat drei bis dreieinhalb (bis vier) rasch zunehmende Windungen mit gerundeter Peripherie. Die Windungen sind oben nur schwach gerundet und sich nur durch eine schwache Naht voneinander abgehoben. Der letzte Umgang ist kurz vor der elliptischen Mündung deutlich erweitert. Der Nabel ist offen, mäßig weit und mäßig tief, und liegt im letzten Umgang nicht exakt in der Mitte. Der Mundsaum ist dünn, gerade und weist nur eine sehr schwache Lippe auf. 
Das Gehäuse ist durchscheinend, meist leicht bräunlich-rötlich oder auch mit einem grünlichen Farbstich, oder auch farblos. Die Oberfläche der Oberseite ist glänzend und zeigt feine, regelmäßige Rippen, etwa 9 bis 14 Rippchen auf einen Millimeter. Die Unterseite ist glatt.
Der Körper des Tieres ist blauschwarz bis hellgrau. Der Rücken und die Tentakeln sind immer dunkler oder bei schon dunklen Tier fast schwarz. Der Körper wird zur Sohle hin oft heller. Der Fuß ist schmal, die Sohle ist grau mit schwarzen randlichen Streifen. Auf den Seiten sind oft schwarze Felecken. Im zwittrigen Geschlechtsapparat ist der Samenleiter (Vas deferens) sehr kurz und dringt seitlich des Apex in den sehr kurzen und dünnen Penis ein. Ein Epiphallus fehlt. Der Penisretraktormuskel setzt am Apex an. Im weiblichen Trakt des Genitalapparates sind freier Eileiter (Ovidukt) und Vagina etwa gleich lang. Der Stiel der Spermathek ist mäßig lang. Die Blase ist länglich und ist im Gewebe des Eisamenleiters (Spermovidukts) eingebettet. Das Atrium, in das Vagina und Penis münden ist vergleichsweise sehr lang.

## Ähnliche Arten
Das Gehäuse der Braunen Streifenglanzschnecke ist im Vergleich zur Weißen Streifenglanzschnecke flacher, die Streifung auf der Oberseite ist regelmäßiger. Der Nabel liegt exzentrisch, bei der Weißen Streifenglanzschnecke eher mittig.

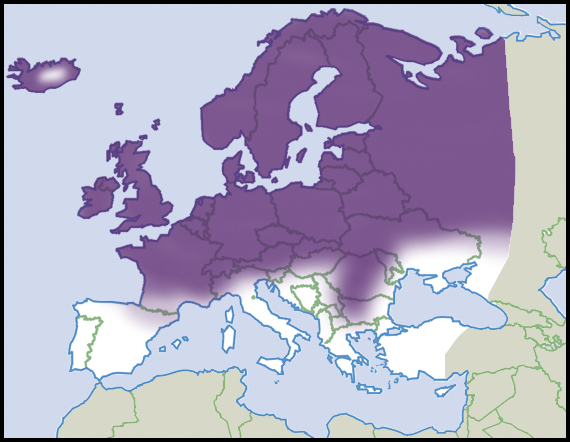
Verbreitung der Art in Europa (nach Welter-Schultes)

## Geographische Verbreitung und Lebensraum
Die Streifen-Glanzschnecke ist paläarktisch verbreitet, jedoch ohne den Süden der Mittelmeerhalbinseln; auf der Balkanhalbinsel bis Südbulgarien, in Osteuropa bis zum Kaukasus. Im Norden reicht das Verbreitungsgebiet bis an oder sogar über den Polarkreis hinaus.
Die Tiere leben in der Laubstreu von feuchten bis mäßig trockenen Nadel- und Laubwälder, besonders auf den leicht sauren Böden von Buchenwäldern. Sie kommt jedoch, wenn auch viel seltener, in offenen Biotopen wie den Rändern von Sumpf- und Feuchtgebieten oder Seen, und auf sonnige, trocknen Wiesen vor. Sie ist im Areal weit verbreitet und in der Regel häufig; in den etwas trockeneren Gebieten des Flachlandes allerdings seltener und verstreut. In der Schweiz steigt sie bis auf 2.400 m über Meereshöhe an, sie ist jedoch oberhalb von 1.500 m selten. In Bulgarien wurden sie bis in Höhen von 1.500 m gefunden.

## Taxonomie
Die Art wurde 1765 erstmals von Hans Strøm unter dem ursprünglichen Namen Helix Hammonis beschrieben. Die Typlokalität ist Norwegen. Die Art wurde in der Literatur lange in der Kombination Perpolita hammonis geführt. Später wurde Perpolita Baker, 1928 meist als Synonym von Nesovitrea Cooke, 1921 oder auch als Untergattung von Nesovitrea behandelt. Die Typusart von Nesovitrea Cooke, 1921 ist Helix pauxilla Gould, 1854 aus Hawaii. 
Nach Schileyko (2003) bilden die vier (oder nur drei?) hawaiianischen Arten (Nesovitrea pauxilla (Gould, 1846), Nesovitrea hawaiiensis (Ancey, 1904), Nesovitrea molokaiensis (Sykes, 1897) und Nesovitrea lanaiensis (Sykes, 1900)) eine eigene Klade. Der Name Nesovitrea kann daher nicht für die holarktischen Arten verwendet werden, die bisher zu Nesovitrea gestellt wurden. Sie werden von ihm einer eigenständigen Gattung Perpolita Baker, 1928 gestellt. Nach den neueren Untersuchungen von de Winter et al. (2016) und folgend Harzhauser & Neubauer (2018) ist Perpolita doch eine eigenständige Gattung. Nach ersten mitochondrialen COI-Daten in BOLD (Barcode of Life Data System) bilden die beiden mitteleuropäischen Arten wiederum sogar eine eigene Klade, für die möglicherweise sogar eine neue Gattung gebildet werden müsste.
Nach Schileyko (2003) unterscheiden sich die Typusart von Nesovitrea Cooke, 1921, Nesovitrea pauxilla und Perpolita electrina (und auch Perpolita petronella) auch recht deutlich im Genitalapparat. So besitzt Nesovitrea pauxilla einen Blindsack (Caecum) am apikalen Teil des Penis, an dem der Penisretraktormuskel ansetzt. Ein Epiphallus fehlt, der Samenleiter dringt seitlich in den Penis ein (am Übergang Penis/Caecum). Der Penis zeigt intern keine regelmäßigen Strukturen. Bei Perpolita petronella ist dagegen ein kurzer, aber nur undeutlich abgesetzter Epiphallus vorhanden. Der Samenleiter dringt apikal in den Penis ein, und es ist kein Blindsack vorhanden. Der Penisretraktormuskel setzt ebenfalls fast apikal geringfügig unterhalb des Samenleiters an. Diese Verhältnisse zeigt auch Perpolita electrina. Intern zeigt der Penis von Perpolita petronella und Perpolita electrina unregelmäßige, längliche Falten, die nach etwa einem Drittel der Länge (vom Apex) von einer Reihe elliptischer, Saugnapf-ähnlicher Verdickungen unterbrochen sind.
Daher wird entgegen Vollrath Wiese, der die Art zu Nesovitrea stellt, und der MolluscaBase folgend, der Gattungsname Perpolita benutzt. Jüngere Synonyme sind Helix radiatula Alder, 1830 und Helix viridula Menke, 1830.

## Gefährdung
Die Braune Streifenglanzschnecke ist in Deutschland nicht gefährdet.